# Lista de pessoas consideradas pai ou mãe de um campo científico
Esta é uma lista de pessoas consideradas um "pai" ou "mãe" (ou "pai fundador" ou "mãe fundadora") de um campo científico. Tais pessoas são geralmente reconhecidas por terem feito a primeira contribuição significante e/ou delineação de um campo; também podem ser vistos com "um" ao invés de "o" pai ou mãe do campo. Debates sobre quem merece o título podem ser perenes. Em relação à ciência, o título foi outorgado aos filósofos gregos Tales de Mileto – que tentou explicar fenômenos naturais sem recorrer à mitologia – e Demócrito, o seminal atomista.

## Ciências naturais

### Biologia
| Campo                    | Pessoa/pessoas considerado "pai" ou "mãe"           | Razão |
| ------------------------ | --------------------------------------------------- | --- |
| Bacteriologia            | Robert Koch / Ferdinand Julius Cohn / Louis Pasteur | Primeiro a descrever corretamente bactéria. |
| Bacteriologia            | Anton van Leeuwenhoek                               | Primeiro a descrever corretamente bactéria. |
| Biogeografia             | Alfred Russel Wallace                               | "…Frequentemente descrito como o pai da biogeografia, Wallace mostra o impacto da atividade humana sobre o mundo natural." |
| Biologia                 | Aristóteles                                         | [ 7 ] |
| Ecologia                 | Carolus Linnaeus / Ernst Haeckel / Eugenius Warming | Linnaeus fundou um ramo antigo da ecologia que ele chamou A Economia da Natureza (1772), Haeckel cunhou o termo "ecologia" (Alemão: Oekologie, Ökologie) (1866), Warming foi autor do primeiro livro sobre ecologia de plantas, Plantesamfund (1895). |
| Entomologia              | Jan Swammerdam                                      | [ 9 ] |
| Entomologia              | Johan Christian Fabricius                           | Fabricius descreveu e publicou informações sobre mais de 10 mil insetos e refinou o sistema de classificação de Linnaeus. |
| Entomologia              | William Kirby                                       | [ 11 ] |
| Evolução Seleção natural | Charles Darwin                                      | A Origem das Espécies (1859). |
| Genética                 | Gregor Mendel                                       | Por seu estudo da hereditariedade de fenótipo de ervilhas, que forma a base da genética mendeliana. |
| Genética                 | William Bateson                                     | Proponente do mendelismo. |
| Ictiologia               | Peter Artedi                                        | "Muito maior que qualquer um destes … foi ele que foi justamente chamado "pai da ictiologia, Petrus (Peter) Artedi (1705–35)." |
| Liquenologia             | Erik Acharius                                       | "Erik Acharius, o pai da liquenologia…" |
| Microbiologia            | Anton van Leeuwenhoek                               | O primeiro a observar micro-organismos na água em um microscópio e o primeiro a ver uma bactéria. |
| Biologia molecular       | Linus Pauling                                       | [ 20 ] |
| Biofísica molecular      | G.N. Ramachandran                                   | Fundou a [primeira no mundo?] unidade molecular biofísica (1970). |
| Paleontologia            | Leonardo da Vinci Georges Cuvier                    | [ 22 ] |
| Parasitologia            | Francesco Redi                                      | Fundador da biologia experimental e a primeira pessoa a desafiar a teoria da geração espontânea, demonstrando que larvas são provenientes de ovos de moscas.                                                                                          |
| Protozoologia            | Anton van Leeuwenhoek                               | Primeiro a descrever precisa e corretamente protozoários. |
| Taxonomia                | Carolus Linnaeus                                    | Criou o sistema de nomear organismos vivos que tornou-se universalmente aceito no mundo científico. |
| Virologia                | Dmitri Ivanovski Martinus Beijerinck                | Primeiro descobridor do vírus (1892). |

### Química
| Campo                           | Pessoa/pessoas considerado "pai" ou "mãe"                         | Razão |
| ------------------------------- | ----------------------------------------------------------------- | --- |
| Teoria atômica (antiga)         | Demócrito                                                         | Fundador do atomismo em cosmologia. |
| Teoria atômica (moderna)        | Ruđer Bošković                                                    | Primeira descrição coerente da teoria atômica. |
| Teoria atômica (moderna)        | John Dalton                                                       | Primeira descrição científica do átomo como bloco formador de estruturas mais complexas. |
| Termodinâmica química (moderna) | Gilbert Lewis / Willard Gibbs / Merle Randall / Edward Guggenheim | Thermodynamics and the Free Energy of Chemical Substances (1923) e Modern Thermodynamics by the Methods of Willard Gibbs (1933), que fez uma contribuição maior ao uso da termodinâmica na química. |
| Química (antiga)                | Geber (morreu em 815)                                             | Introduziu o método experimental na alquimia e química no Islã medieval. |
| Química (moderna)               | Antoine Lavoisier                                                 | Elements of Chemistry (1787) |
| Química (moderna)               | Robert Boyle                                                      | The Sceptical Chymist (1661) |
| Química (moderna)               | Jöns Jacob Berzelius                                              | Desenvolvimento da nomenclatura química (1800s) |
| Química (moderna)               | John Dalton                                                       | Renascimento da teoria atômica (1803) |
| Química verde                   | Paul Anastas                                                      | Concepção e fabricação de produtos químicos que são não-perigosos e ambientalmente benignos. |
| Química nuclear                 | Otto Hahn                                                         | Applied Radiochemistry (1936) Primeira pessoa a quebrar um núcleo atômico ( fissão nuclear , 1938) Nobel de Química por esta descoberta (1944)                                                      |
| Tabela periódica                | Dmitri Mendeleiev                                                 | Dispôs os sessenta e seis elementos conhecidos na época em ordem de massa atômica por intervalos periódicos (1869).                                                                                 |
| Físico-química                  | Mikhail Lomonossov                                                | O primeiro a lecionar físico-química e cunhar o termo (1752). |
| Físico-química                  | Jacobus Henricus van 't Hoff                                      | Jacobus van 't Hoff é considerado um dos fundadores da disciplina de físico-química. Seu trabalho ajudou a fundar a disciplina como se apresenta atualmente.                                        |
| Físico-química                  | Svante Arrhenius                                                  | Concebeu a maior parte da fundamentação teórica da físico-química. Sobre o Equilíbrio de Substâncias heterogêneas (1876), Thermodynamik chemischer Vorgang (1882).                                  |
| Físico-química                  | Wilhelm Ostwald                                                   | "Wilhelm Ostwald é considerado um dos fundadores da disciplina de físico-química…" |

### Geociências
| Campo                                     | Pessoa/pessoas considerado "pai" ou "mãe" | Razão |
| ----------------------------------------- | ----------------------------------------- | --- |
| Geoquímica (moderna)                      | Victor Moritz Goldschmidt                 | Por desenvolver a classificação de Goldschmidt de elementos.                                                                     |
| Geodésia (geografia matemática)           | Eratóstenes                               | [ 43 ] [ 44 ] |
| Geologia (moderna)                        | - Nicolaus Steno - James Hutton           | - Por estabelecer a maioria dos princípios da geologia moderna. - Por formular o uniformitarismo e o plutonismo.                 |
| Limnologia (moderna)                      | George Evelyn Hutchinson                  | [ 47 ] |
| Mineralogia                               | Georgius Agricola                         | [ 48 ] |
| Meteorologia Oceanografia naval (moderna) | Matthew Fontaine Maury                    | [ 49 ] |
| Tectônica de placas                       | Alfred Wegener                            | [ 50 ] [ 51 ] |
| Oceanografia acústica                     | Leonid Brekhovskikh                       | [ 52 ] |
| Estratigrafia                             | Nicolaus Steno                            | [ 45 ] |
| Espeleologia                              | Édouard-Alfred Martel                     | Começou a primeira exploração sistemática dos sistemas de cavernas e promoveu a espeleologia como um campo separado de geologia. |

### Medicinaefisiologia
| Campo                        | Pessoa/pessoas considerado "pai" ou "mãe"                                                             | Razão |
| ---------------------------- | --- | --- |
| Anatomia (moderna)           | Marcello Malpighi                                                                                     | |
| Audiologia                   | Raymond Carhart                                                                                       | "… o próprio pai da audiologia, Raymond Carhart na Northwestern University …" [ 53 ] "Entalhe de Carhart: uma diminuição na audição por condução óssea na região de 2000 Hz de pacientes com otosclerose relatados pela primeira vez por e, portanto, em homenagem ao pai da audiologia , Raymond Carhart. " [ 54 ] |
| Biofísica                    | Hermann von Helmholtz                                                                                 | |
| Biomecânica                  | Christian Wilhelm Braune                                                                              | Primeiro a descrever a metodologia da marcha humana. |
| Bioeletromagnetismo          | Luigi Galvani                                                                                         | Primeiro a descobrir a eletricidade animal através de uma série de experimentos. |
| Terapia cognitiva            | Aaron Temkin Beck                                                                                     | "Ao desenvolver maneiras de fazer isso, Beck se tornou o pai da terapia cognitiva, um dos desenvolvimentos mais importantes em psicoterapia nos últimos 50 anos." [ 55 ] The Prospect of Immortality (1962) |
| Criônica                     | Robert Ettinger                                                                                       | [ 56 ] |
| Odontologia (moderna)        | Pierre Fauchard                                                                                       | [ 57 ] |
| Eletrofisiologia             | Emil du Bois-Reymond                                                                                  | O descobridor do potencial de ação nervosa. |
| Medicina de urgência         | - Peter Safar - Frank Pantridge                                                                       | - Safar foi pioneiro em RCP, UTI e desenvolveu padrões para EMT, projeto e equipamento de ambulâncias. - Pantridge: |
| Aptidão física               | Jack LaLanne                                                                                          | [ 61 ] |
| Ginecologia                  | J. Marion Sims                                                                                        | [ 62 ] [ 63 ] |
| Histologia                   | Marcello Malpighi                                                                                     | |
| Anatomia humana (moderna)    | Andreas Vesalius                                                                                      | De humani corporis fabrica (1543) |
| Genética médica              | Victor A. McKusick                                                                                    | Online Mendelian Inheritance in Man |
| Medicina (antiga)            | - Imhotep - Charaka                                                                                   | - Escreveu o primeiro tratado médico, o Papiro de Edwin Smith. - Escreveu o Charaka Samhitā e fundou o sistema de medicina Aiurveda. |
| Medicina (moderna)           | Hipócrates                                                                                            | Práticas profissionais prescritas para médicos através do Juramento de Hipócrates. |
| Neurocirurgia                | Harvey Cushing                                                                                        | Técnicas desenvolvidas que reduziram consideravelmente os riscos envolvidos com cirurgia cerebral no início do século XX.. |
| Neurociência                 | Santiago Ramón y Cajal                                                                                | Trabalho abrangente sobre a estrutura do cérebro. |
| Enfermagem (moderna)         | Florence Nightingale                                                                                  | Ver enfermagem. |
| Nutrição (moderna)           | - Justus von Liebig - Antoine Lavoisier                                                               | - "Justus Von Liebig, o 'pai da nutrição moderna', desenvolveu a comida infantil perfeita. Consistia em […]" - "Além de ser conhecido como o pai da química moderna, Lavoisier também é considerado o pai da nutrição moderna, como o primeiro a descobrir o metabolismo que ocorre dentro do corpo humano […]"     |
| Transplantação de órgãos     | Thomas Starzl                                                                                         | Realizou o primeiro transplante de fígado humano e estabeleceu a utilidade clínica de medicamentos anti-rejeição, incluindo a ciclosporina. Desenvolveu grandes avanços na preservação, aquisição e transplante de órgãos.                                                                                          |
| Cirurgia ortopédica (modern) | Hugh Owen Thomas                                                                                      | Ele enfatizou a importância do descanso no tratamento e foi responsável por muitas contribuições importantes para a cirurgia ortopédica. Ele foi especialmente célebre por seu design e uso de talas; a famosa tala de joelho de Thomas ainda era amplamente utilizada no final da Segunda Guerra Mundial.          |
| Medicina ortomolecular       | Linus Pauling                                                                                         | |
| Patologia (moderna)          | Rudolf Virchow                                                                                        | Fundou a moderna Patologia e Medicina Social e publicou a Die Cellularpathologie in ihrer Begründung auf physiologische und pathologische Gewebelehre que é considerada a base da ciência médica moderna. |
| Psicologia (experimental)    | Wilhelm Wundt                                                                                         | Fundou o primeiro laborátorio de pesquisas psicológicas. |
| Pediatria                    | Rasis                                                                                                 | Escreveu The Diseases of Children, o primeiro livro a lidar com a pediatria como um campo independente. |
| Fisiologia                   | Claude Bernard                                                                                        | Escreveu An Introduction to the Study of Experimental Medicine (1865) |
| Fisicultura                  | Bernarr Macfadden                                                                                     | "Ele encantou o coração de nosso velho amigo Bernarr Macfadden, 'o Pai da Cultura Física', quando lhe dissemos quanta atividade atlética e bom espírito esportivo tinham a ver com a reabilitação de meninos." |
| Cirurgia plástica            | - Sushruta - Harold Gillies                                                                           | Escreveu o Sushruta Samhita. |
| Psicanálise                  | Sigmund Freud                                                                                         | [ 83 ] |
| Psicofísica                  | Gustav Theodor Fechner                                                                                | Elements of Psychophysics (1860) |
| Medicina espacial            | Hubertus Strughold                                                                                    | "Depois de Wernher von Braun, ele foi o principal cientista nazista empregado pelo governo americano e posteriormente foi saudado pela NASA como o 'pai da medicina espacial'" |
| Cirurgia (antiga)            | Sushruta                                                                                              | Escreveu o Sushruta Samhita. |
| Cirurgia (moderna)           | - Abulcasis - Guy de Chauliac - Ambroise Paré - John Hunter - Joseph Lister - William Stewart Halsted | - Kitab al-Tasrif (1000 AD). - Chirurgia magna - Líder em técnicas cirúrgicas, especialmente no tratamento de feridas. - Abordagem científica experimental da cirurgia. - Uso de ácido carbólico ou fenol como antisséptico. - Introdução de sistema de residência nos Estados Unidos.                              |
| Toxicologia                  | Paracelso                                                                                             | [ 94 ] |

### Físicaeastronomia
| Campo                          | Pessoa/pessoas considerado "pai" ou "mãe"                                                          | Razão |
| ------------------------------ | -------------------------------------------------------------------------------------------------- | --- |
| Acústica                       | Ernst Chladni                                                                                      | Por pesquisas fundamentais sobre vibração de placas |
| Bomba atômica                  | Enrico Fermi Robert Oppenheimer Leslie Groves Edward Teller                                        | Por sua participação no Projeto Manhattan |
| Aerodinâmica                   | Nikolai Jukovsky George Cayley                                                                     | Zhukovsky foi o primeiro a realizar o estudo do fluxo de ar, foi o primeiro engenheiro cientista a explicar matematicamente a origem da sustentação aerodinâmica. Cayley investigou aspectos teóricos do vôo e experimentou voar um século antes de o primeiro avião ser construído                                                                                      |
| Cosmologia física              | Georges Lemaître (fundador) Albert Einstein Henrietta Swan Leavitt (mãe) Edwin Powell Hubble (pai) | Monsenhor Lemaître é considerado "o Pai do Big Bang" e o primeiro a derivar o que agora é conhecido como a lei de Hubble. Leavitt descobriu as variáveis cefeidas, a "vela padrão" pela qual Hubble determinou mais tarde as distâncias galácticas. A teoria geral da relatividade de Einstein é geralmente reconhecida como o fundamento teórico da cosmologia moderna. |
| Mecânica clássica              | Isaac Newton (fundador)                                                                            | Descreveu as leis do movimento e da gravidade em Princípios Matemáticos da Filosofia Natural (1687) |
| Eletricidade                   | William Gilbert Michael Faraday                                                                    | Livro: De Magnete (1600) Descobriu a indução eletromagnética (1831) |
| Eletrodinâmica                 | André-Marie Ampère                                                                                 | Livro: Memoir on the Mathematical Theory of Electrodynamic Phenomena, Uniquely Deduced from Experience (1827) |
| Energética                     | Josiah Willard Gibbs                                                                               | Publicação: On the Equilibrium of Heterogeneous Substances (1876) |
| Física experimental (fundador) | Alhazen                                                                                            | Por introduzir métodos experimentais na física com seu Book of Optics (1021) |
| Astronomia moderna             | Nicolau Copérnico                                                                                  | Desenvolveu o primeiro modelo heliocêntrico em De revolutionibus orbium coelestium (1543) |
| Física moderna                 | Galileu Galilei                                                                                    | Seu desenvolvimento e uso extensivo de física experimental, por exemplo, o telescópio |
| Física nuclear                 | Ernest Rutherford                                                                                  | Desenvolveu o modelo atômico de Rutherford (1909) |
| Ciência Nuclear                | Marie Curie Pierre Curie                                                                           | |
| Óptica                         | Alhazen                                                                                            | Explicou corretamente a visão e realizou os primeiros experimentos sobre luz e óptica no Book of Optics (1021). |
| Física do Plasma               | Irving Langmuir Hannes Alfvén                                                                      | Langmuir descreveu pela primeira vez o gás ionizado como plasma e observou as vibrações fundamentais do plasma, as ondas de Langmuir. Alfvén foi o pioneiro na descrição teórica do plasma, desenvolvendo a magnetoidrodinâmica. |
| Mecânica quântica              | Max Planck (fundador)Werner Heisenberg                                                             | Afirmou que a energia eletromagnética poderia ser emitida apenas na forma quantizada. |
| Relatividade                   | Albert Einstein (fundador)                                                                         | Pioneiro da relatividade restrita (1905) e relatividade geral (1915) |
| Viagem espacial                | Robert Goddard Konstantin Tsiolkovsky Hermann Oberth                                               | Goddard lançou o primeiro foguete movido a combustível líquido. Tsiolkovsky deduziu a equação de foguete de Tsiolkovsky. |
| Termodinâmica                  | Nicolas Léonard Sadi Carnot (fundador)                                                             | Publicação: On the Motive Power of Fire and Machines Fitted to Develop that Power (1824) |

## Ciências formais

### Matemática
| Campo                                  | Pessoa/pessoas considerado "pai" ou "mãe"                                          | Razão |
| -------------------------------------- | ---------------------------------------------------------------------------------- | --- |
| Álgebra                                | al-Khwārizmī Brahmagupta Diofanto de Alexandria                                    | Exposição completa de resolução de equações quadráticas em seu Al-Jabr e reconheceu álgebra como uma disciplina independente. Primeiro uso de simbolismo (sincopação) em seu Arithmetica.                                                                  |
| Topologia algébrica                    | Henri Poincaré                                                                     | Publicou Analysis Situs em 1895, introduzindo os conceitos de homotopia e homologia, que são agora considerados parte da topologia algébrica. |
| Análise                                | Augustin-Louis Cauchy Karl Weierstrass                                             | |
| Geometria analítica                    | René Descartes Pierre de Fermat(fundadores)                                        | Por sua invenção independente do sistema de coordenadas cartesiano. |
| Cálculo                                | Isaac Newton Gottfried Leibniz                                                     | Ver controvérsia do cálculo Leibniz–Newton. |
| Análise clássica                       | Madhava de Sangamagrama                                                            | Devenvolveu a expansão em série de Taylor das funções trigonométricas. |
| Ciência da computação                  | George Boole Alan Turing                                                           | Na história da ciência da computação, Babbage é frequentemente considerado um dos primeiros pioneiros da computação e Turing inventou o princípio do computador moderno e o conceito de programa armazenado que quase todos os computadores modernos usam. |
| Geometria descritiva                   | Gaspard Monge (fundador)                                                           | Desenvolveu um protocolo gráfico que cria um espaço virtual tridimensional em um plano bidimensional. |
| Geometria fractal                      | Benoît Mandelbrot                                                                  | |
| Geometria                              | Euclides                                                                           | Os Elementos deduziu os princípios da geometria euclidiana a partir de um conjunto de axiomas. |
| Teoria dos grafos                      | Leonhard Euler                                                                     | Ver Sete pontes de Königsberg |
| Escola italiana de geometria algébrica | Corrado Segre                                                                      | Publicações e alunos desenvolvendo geometria algébrica. |
| Geometria não euclidiana               | János Bolyai, Nikolai Lobachevsky(fundadores)                                      | Desenvolvimento independente da geometria hiperbólica em que o quinto postulado de Euclides não é verdadeiro |
| Teoria dos números                     | Pythagoras                                                                         | |
| Probabilidade                          | Gerolamo Cardano, Pierre de Fermat, Blaise Pascal, Christiaan Huygens (fundadores) | Fermat e Pascal co-fundaram a teoria das probabilidades, sobre a qual Huygens escreveu o primeiro livro |
| Geometria projetiva                    | Girard Desargues(fundador)                                                         | Generalizando o uso de pontos de fuga para incluir o caso quando estes estão infinitamente distantes. |
| Cálculo tensorial                      | Gregorio Ricci-Curbastro (fundador)                                                | Livro: The Absolute Differential Calculus |
| Trigonometria                          | Aryabhata Hiparco                                                                  | Construiu a primeira tabela trigonométrica. |
| Álgebra Vetorial, cálculo vetorial     | Willard Gibbs Oliver Heaviside (fundadores)                                        | Por seu desenvolvimento e uso de vetores em álgebra e cálculo |

### Teoria de sistemas
| Campo                  | Pessoa/pessoas considerado "pai" ou "mãe"    | Razão |
| ---------------------- | -------------------------------------------- | --- |
| Teoria do caos         | Henri Poincaré Mary Cartwright Edward Lorenz | O trabalho de Poincaré sobre o problema dos três corpos foi o primeiro exemplo descoberto de um sistema dinâmico caótico. Cartwright fez a primeira análise matemática de sistemas dinâmicos com caos. Lorenz introduziu a notação atrator estranho. |
| Cibernética            | Norbert Wiener                               | Livro Cybernetics: Or the Control and Communication in the Animal and the Machine. 1948. |
| Programação dinâmica   | Richard Bellman                              | |
| Lógica difusa          | Lotfi Asker Zadeh                            | |
| Teoria da informação   | Claude Shannon                               | Artigo: A Mathematical Theory of Communication (1948) |
| Controle ótimo         | Arthur Earl Bryson                           | Livro: Applied Optimal Control |
| Controle robusto       | George Zames[carece de fontes?]              | Teorema de pequeno ganho e controle H infinito. |
| Teoria da estabilidade | Aleksandr Lyapunov[carece de fontes?]        | Função de Lyapunov |
| Dinâmica de sistemas   | Jay Wright Forrester                         | Livro: Industrial dynamics (1961) |

## Ciências sociais
| Campo                 | Pessoa/pessoas considerado "pai" ou "mãe"                                                            | Razão |
| --------------------- | --- | --- |
| Antropologia          | Heródoto Abū Rayhān al-Bīrūnī                                                                        | |
| Demografia            | Ibne Caldune                                                                                         | Muqaddimah (Prolegomena) (1377) |
| Egiptologia           | Athanasius Kircher Jean-François Champollion                                                         | Primeiro a identificar a importância fonética do hieróglifo, demonstrando o copta como um vestígio do antigo egípcio, antes da descoberta da Pedra de Roseta. Traduziu partes da Pedra de Roseta. |
| Historiografia        | Tucídides                                                                                            | Tucídides foi apelidado de pai da "história científica" por aqueles que aceitam suas alegações de ter aplicado padrões estritos de imparcialidade e coleta de evidências e análise de causa e efeito, sem referência à intervenção das divindades, conforme descrito em sua introdução ao seu trabalhar. |
| História              | Herodotus (que também cunhou o termo)                                                                | |
| Indologia             | Abū Rayhān al-Bīrūnī                                                                                 | Escreveu o Indica |
| Direito internacional | Alberico Gentili Francisco de Vitoria Hugo Grotius                                                   | Contribuições influentes para a teoria do direito internacional, guerra e direitos humanos. |
| Linguística (antiga)  | Pānini                                                                                               | Escreveu a primeira gramática descritiva (do Sânscrito) |
| Linguística (moderna) | Ferdinand de Saussure Noam Chomsky                                                                   | |
| Sociologia            | Ibne Caldune Adam Ferguson Auguste Comte (que também cunhou o termo) Marquis de Condorcet (fundador) | Escreveu o primeiro livro sociológico, o Muqaddimah (Prolegomena). "Pai da sociologia moderna". Introduziu o método científico na sociologia. |

### Economia
| Campo                                                               | Pessoa/pessoas considerado "pai" ou "mãe"                                               | Razão |
| ------------------------------------------------------------------- | --------------------------------------------------------------------------------------- | --- |
| Contabilidade e escrituração                                        | Luca Pacioli                                                                            | Estabelecedor da contabilidade e a primeira pessoa a publicar um trabalho sobre contabilidade. |
| Economia (antiga)                                                   | Ibne Caldune Chanakya / Kautilya                                                        | Publicação: Muqaddimah (1370) Publicação: Arthashastra (400 a.C.–200 d.C.) |
| Economia (moderna)                                                  | - Richard Cantillon - Anders Chydenius - Adam Smith                                     | - Primeiro tratado específico de economia. - The National Gain (1765), um panfleto que incluiu idéias-chave sobre o livre comércio. - A Riqueza das Nações (1776). |
| Economia evolucionária Economia ecológica Termoeconomia Bioeconomia | Nicholas Georgescu-Roegen                                                               | The Entropy Law and the Economic Process (1971) |
| Macroeconomia                                                       | John Maynard Keynes                                                                     | Autor de A Teoria Geral do Emprego, do Juro e da Moeda e economista inovador, Keynes liderou uma revolução no pensamento econômico. Antes de Keynes, o consenso geral entre os economistas era de que a economia se autofixava. Durante a Grande Depressão, quando as pessoas começaram a perceber que a economia não iria se consertar, Keynes propôs que o governo precisava intervir para combater o boom e a queda excessivos. Esta ideia foi a maior influência na New Deal do presidente dos Estados Unidos Franklin D. Roosevelt. |
| Economia matemática                                                 | Daniel Bernoulli                                                                        | Precursor do Tableau économique. |
| Economia monetária                                                  | - Nicole Oresme (c.1322-1382) - Irving Fisher (1867-1947) - Milton Friedman (1912-2006) | - De Oresme a obra De Moneta. - "Irving Fisher […] passou sua carreira estudando questões sobre dinheiro e a economia — como o dinheiro afeta as taxas de juros, como o dinheiro afeta a inflação e o impacto do dinheiro na atividade econômica geral. Por este trabalho é considerado o pai da economia monetária." - "[…] não menos autoridade do que Milton Friedman da Universidade de Chicago, o pai da economia monetária, […]"                                                                                                   |
| Microcrédito                                                        | Muhammad Yunus                                                                          | Fundou o Grameen Bank |
| Economia pessoal                                                    | Edward Lazear                                                                           | Publicou o primeiro artigo na área. |

#### Escolas do pensamento
| Campo               | Pessoa/pessoas considerado "pai" ou "mãe" | Razão                                                                     |
| ------------------- | ----------------------------------------- | ------------------------------------------------------------------------- |
| Escola Austríaca    | Carl Menger                               |                                                                           |
| Comunismo           | Karl Marx Friedrich Engels David Ricardo  |                                                                           |
| Escola de Salamanca | Francisco de Vitoria                      | Professor e conferencista altamente influente sobre moralidade comercial. |

#### Teorias
| Campo                       | Pessoa/pessoas considerado "pai" ou "mãe" | Razão                                                                      |
| --------------------------- | ----------------------------------------- | -------------------------------------------------------------------------- |
| Teoria das expectativas     | Tomás Caetano                             | Reconheceu o efeito das expectativas do mercado sobre o valor do dinheiro. |
| Teoria moderna do portfólio | Harry Markowitz                           |                                                                            |
| Teoria da escolha social    | Kenneth Arrow                             | Criou o campo com seu livro de 1951, Social Choice and Individual Values   |